# 입법학
입법학(立法學)이란 법의 형성 과정의 하나로서의 입법 과정을 대상으로 하는 학문이다.
이것은 첫째 입법권 만능의 교리가 부정되어 입법 과정 자체도 헌법의 규칙하에서 이루어지게 되어 법적 통제의 대상으로 되었으며, 둘째 의회정치의 고전기에서 의원의 자유로운 토론과 양심에 기해서 의결에 의한 입법에 갈음하여 정당 혹은 각종 압력단체에 의한 경쟁·거래·타협의 결과로서 입법이 이루어지게 되어 입법 과정의 동태의 사회학적·정치학적 구명이 필요하게 되었으며, 셋째 사회생활의 복잡화·불안정화에 따르는 정책 입법·사회 입법의 증대에 대응해서 입법의 사회적 기능, 효용의 추적조사가 필요하게 된 것 등을 원인으로 하고 있다. 따라서 이러한 입법 과정의 실증적 연구·조사를 근거로 해서 사회적 현실 가운데서 법이념을 최대한 실현하기 위해서는 어떠한 내용·형식의 법률을 어떠한 절차로 제정하느냐를 연구하는 것이 입법학의 임무이다.

## 같이 보기
- 법학
- 입법